# Seleção Macedônia de Handebol Masculino
A seleção macedônia de handebol masculino é uma equipe europeia composta pelos melhores jogadores de handebol da Macedônia do Norte. A equipe é mantida pela Federação Macedônia de Handebol (em macedônio, Ракометна федерација на Македонија).

## Elenco atual
Convocados para integrar a seleção macedônia de handebol masculino no Campeonato Europeu de 2012